# Booponus intonsus
Espèce
Booponus intonsus est une espèce de diptères de la famille des Calliphoridae. Au stade larvaire, c'est un parasite obligatoire de mammifères tels que les bovins, à qui il occasionne des myiases furonculaires. Elle est présente aux Philippines, où elle a été décrite pour la première fois en 1923, ainsi qu'en Indonésie.

## Description
Booponus intonsus est la première espèce décrite pour le genre Booponus découvert en 1923 aux Philippines par John Merton Aldrich,. Comme tous les diptères, elle présente quatre stades de développement : œuf, larve ou asticot, pupe et mouche au stade imago.
L'imago femelle de cette espèce mesure environ 6 mm, est jaunâtre, y compris au niveau des tarces avec une trace plus brune au niveau antérieur du thorax, vue de dessus. Elle possède une arista non plumeuse, ce qui la différencie des espèces du genre Cordylobia. L'œuf est un ovoïde allongé de couleur blanche grisâtre, d'une longueur moyenne de 0,875 mm et d'une largeur moyenne de 0,229 mm. La larve atteint de 8,5 à 10 mm de longueur sur 2,5 à 3 mm de largeur. La pupe est régulièrement ellipsoïdale, d'un châtain intense. Sa surface est finement rugueuse, avec de très courtes épines couchées. La taille moyenne de la pupe est de 6 à 7 mm de longueur et de 2,25 à 2,75 mm de largeur.

Les quatre stades de développement de Boopnus intonus.
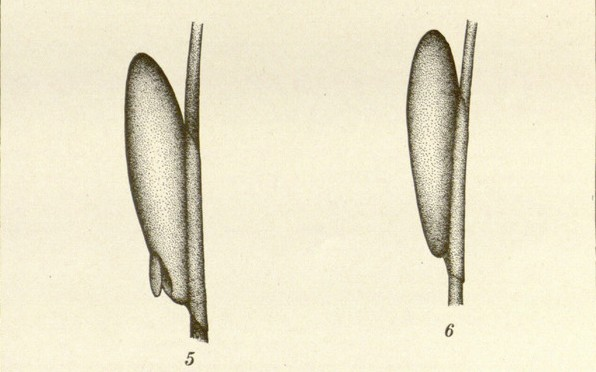
Œuf accroché sur un poil de bovidé.
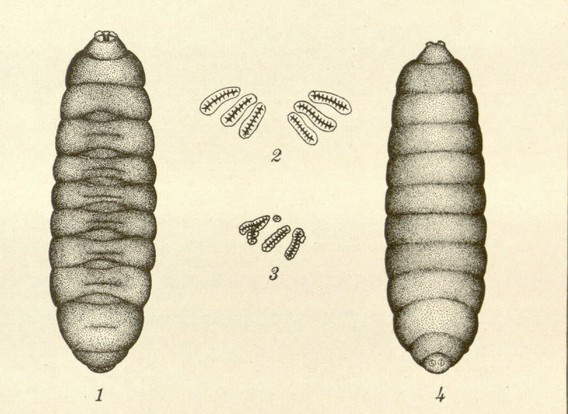
Larve, parties ventrale et dorsale avec des spiracles.
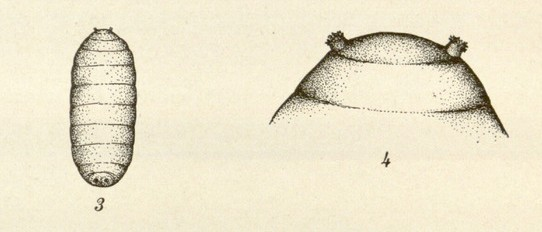
Pupe avec détail de la partie postérieure agrandie.
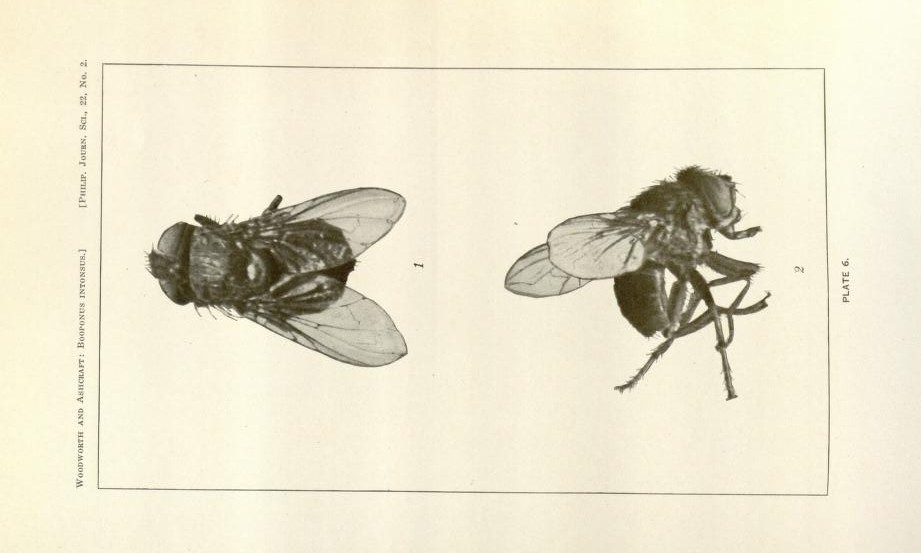
Imago, vue dorsale et de profil.

## Biologie

### Développement holométabole
Comme toutes les espèces du genre Booponus, B. intonsus est un parasite obligatoire de mammifères à son stade larvaire. La ponte a lieu sur les poils de l'hôte, au bas de la patte. Les œufs sont fixés au poil par une substance gélatineuse. À l'éclosion, la larve se déplace vers  le bourrelet coronaire où elle pénètre dans les chairs. L'infestation dure de deux à trois semaines et cause une myiase furonculaire. À la fin du stade larvaire, l'animal tombe à terre où la métamorphose pupale commence.

### Conséquences sur l'hôte
Les hôtes sont semblent être essentiellement des bovidés. Les larves n'ont pas besoin d'une plaie pour pénétrer les chairs, ce qui en fait des « asticots primaires ». L'infestation se concentre particulièrement sur le bulbe du talon qui est la partie la plus tendre de la patte. elle provoque une boiterie de l'hôte et occasionne de petites plaies qui ouvrent la porte à des infections ou à des infestations secondaires. Une infestation prolongée cause des séquelles.

## Répartition
Booponus intonsus a été découverte aux Philippines. Cependant elle est aussi signalée en Indonésie.

## Systématique
Le nom valide complet (avec auteur) de ce taxon est Booponus intonsus Aldrich (d), 1923.
L'espèce a été décrite à partir de spécimens obtenus en laboratoire lors de l'étude de larves infestant des mammifères.

### Publication originale
- (en) J. M. Aldrich, « A new genus and species of fly reared from the hoof of the Carabao », Philippine journal of science, Manille, vol. 22,‎ 1923, p. 141-142 (ISSN 0031-7683, lire en ligne )